# Verena Epp
Verena Epp (* 28. Mai 1959 in Düsseldorf) ist eine deutsche Historikerin. Sie lehrt seit 2000 als Professorin für Mittelalterliche Geschichte und geschichtliche Landeskunde an der Philipps-Universität Marburg.

## Leben und Werk
Verena Epp studierte Geschichte und Klassische Philologie an den Universitäten Düsseldorf und Tübingen. Ab 1986 war sie Lehrbeauftragte und wissenschaftliche Mitarbeiterin an der Universität Düsseldorf. Dort wurde sie 1988 bei Rudolf Hiestand mit einer Arbeit zu Fulcher von Chartres promoviert. Ihre Habilitation erfolgte Wintersemester 1996/97 ebenfalls in Düsseldorf zum Thema „Amicitia – Studien zu personalen, sozialen, politischen und geistlichen Beziehungen im frühen Mittelalter“. Nach einer Hochschuldozentur in Düsseldorf und verschiedenen Lehrstuhlvertretungen unter anderem in Wien und München wurde sie 2000 als Nachfolgerin von Jürgen Petersohn zur Professorin für Mittelalterliche Geschichte und geschichtliche Landeskunde an der Philipps-Universität Marburg berufen. Sie ist Mitglied im Konstanzer Arbeitskreis für mittelalterliche Geschichte und seit 2011 in der Historischen Kommission für Hessen.
In ihrer Habilitation führte sie den Freundschaftsgedanken des frühen Mittelalters wesentlich auf Vorbilder der griechisch-römischen Antike zurück. Nach ihrer These gab „es langfristige Kontinuitäten des begrifflichen Gehaltes von amicitia von der Antike zum Frühmittelalter“. Nach ihrer Analyse kann Amicitia „als eine wechselseitige, wertbezogene und moralisch bindende Verpflichtung verstanden werden, die von zwei oder mehreren Partnern - Individuen oder Kollektiven - geschlossen wird, affektive und kontraktuelle Elemente enthält und sich in gegenseitigen Diensten äußert.“ Eine Berner Tagung befasste sich 2005 mit der von Verena Epp formulierten Definition der frühmittelalterlichen amicitia für das 15. Jahrhundert.
Sie veröffentlichte 2004 eine Darstellung über die Migration und Integration im frühen Mittelalter. Darin behandelte sie die Geschichte der Alemannen (bis 749), der Angeln und Sachsen (bis ins 8. Jahrhundert), der Burgunder (bis 534), der Franken (bis 511), der Ostgoten (bis 552), der Vandalen (bis 534), der Westgoten (bis 711) und der Langobarden (bis 774). Als „Leitmotiv“ ihrer Arbeit nimmt sie die Aussage des amerikanischen Mediävisten Patrick Geary, dass „die germanische Welt [...] vielleicht die großartigste und dauerhafteste Schöpfung des politischen und militärischen Genies der Römer [war]“.
Sie veranstaltete mit dem Rechtshistoriker Christoph H. F. Meyer eine Tagung des Konstanzer Arbeitskreises für Mittelalterliche Geschichte vom 27. bis 30. März 2012 zum Thema „Recht und Konsens im frühen Mittelalter“. Der Sammelband mit den Beiträgen der Tagung wurde 2017 veröffentlicht. Dabei ging es unter anderem um die Frage, „ob und inwieweit [...] die Grundlagen von Staatlichkeit in den gentilen Königreichen der Westgoten, Ostgoten, Burgunder, Franken etc. auf dem Konsens über deren jeweils neue Rechtsordnungen beruhten“. Epp hat zu dem Tagungsband die einführenden Überlegungen beigesteuert. Sie arbeitete die Entwicklung der Konsensforschung seit den 1980er Jahren heraus. Mit dem Sammelband soll ein „Baustein“ zu einer „vergleichenden europäischen Geschichte“ geliefert werden. Es war nach der von Peter Classen im Jahre 1976 organisierten Doppelkonferenz „Recht und Schrift im Mittelalter“ die erste Tagung des Arbeitskreises, welche Historiker und Rechtshistoriker gemeinsam wieder durchführten.

## Schriften
Ihre Veröffentlichungen sind unter „Epp“, 2004 bis 2010/11 unter „Postel“ erschienen.
Monografien
- Fulcher von Chartres: Studien zur Geschichtsschreibung des ersten Kreuzzuges (= Studia humaniora. Band 15). Droste, Düsseldorf 1990, ISBN 3-7700-0819-7 (Zugleich Dissertation an der Universität Düsseldorf 1988).
- Amicitia. Zur Geschichte personaler, sozialer, politischer und geistlicher Beziehungen im frühen Mittelalter (= Monographien zur Geschichte des Mittelalters. Band 44). Hiersemann, Stuttgart 1999, ISBN 3-7772-9917-0 (Zugleich Habilitationsschrift an der Universität Düsseldorf 1996/97).
- Die Ursprünge Europas. Migration und Integration im frühen Mittelalter. Kohlhammer, Stuttgart 2004, ISBN 3-17-018405-9.
- Arbeit und Willensfreiheit im Mittelalter. Steiner, Stuttgart 2009, ISBN 978-3-515-09393-4.

Herausgeberschaften
- Arbeit im Mittelalter. Vorstellungen und Wirklichkeiten. Akademie-Verlag, Berlin 2006, ISBN 3-05-004098-X.
- mit Christoph H. F. Meyer: Recht und Konsens im frühen Mittelalter (= Vorträge und Forschungen. Bd. 82). Thorbecke, Ostfildern 2017, ISBN 978-3-7995-6882-1 (online).